# L'isola dell'angelo caduto (film)
L'isola dell'angelo caduto è un film del 2012 diretto da Carlo Lucarelli tratto dall'omonimo romanzo e uscito in Italia l'11 novembre 2012.